# Пасаж (Київ)
Паса́ж — торговельно-житловий будинок у Києві, у вигляді вулиці-коридору, утвореного двома паралельними корпусами (нинішня адреса — вулиця Хрещатик, 15).

## План будинку
Будинок п'яти-шестиповерховий (верхній поверх надбудовано), з підвалом, цегляний, тинькований, головним фасадом звернений у бік проїзду. Являє собою тип відкритого пасажу, який складається з двох паралельних корпусів, з'єднаних торцевими об'ємами з арковими проїздами.
Перші поверхи сформовано торговельними залами, верхні — житлові, мають секційну структуру. Центр фасаду зверненого до Хрещатика об'єму фланковано двома прямокутними ризалітами з пілястрами коринфського ордера, а завершено плоским ступінчастим щипцем. Об'єм, що прилягає до вулиці Марії Заньковецької, має трисекційну симетричну структуру фасаду, центр якого виділено розкріповкою з трикутним щипцем і великою напівциркульною нішею над вікнами п'ятого поверху. Бічні частини розчленовано еркерами гранчастої форми з балконами. Фасади об'єднано міжповерховими карнизами та рустовкою перших поверхів. Торговельні приміщення виділено великими арковими прорізами-вітринами. Виразні гладенькі площини стін доповнено рельєфними вставками — маскаронами, гірляндами, фігурними композиціями. Бічний фасад, звернений на вулицю Архітектора Городецького, на рівні третього-п'ятого поверхів виділено колонадою коринфського ордера.

## Історія

### Передісторія
На межі XIX -ХХ століть садибу Штіфнера, що розташовувалася на місці нинішнього Пасажу, придбало за 1,5 мільйона рублів страхове товариство «Росія». На купленій землі, площею 1 га, товариство вирішило звести великий бізнес-центр з магазинами на першому поверсі, офісами — на верхніх, а також квартирами, які можна здавати в оренду. Для реалізації задуму був запрошений київський архітектор Павло Андреєв.

### Будівництво
Враховуючи специфічні розміри садиби, що нагадувала вузький витягнутий прямокутник, Андреєв запропонував звести два паралельні корпуси, створивши між ними вулицю-коридор, а фасади — прикрасити оригінальними ліпними фігурами. В лінію Пасажу архітектор вніс ледве помітний злам.
Будівництво почалося в 1913 році від Мерінговської вулиці (нині — вулиця Марії Заньковецької) у напрямку Хрещатика. За рік вдалося побудувати приблизно дві третини запланованого — за проєктом, Пасаж повинен був виходити безпосередньо на Хрещатик, який в ті часи був значно вужчий, ніж зараз. Зводили будинок у стилі неокласицизму. Але Перша світова війна завадила будівництву. Серед іншого, не встигли спорудити і арку входу у Пасаж з боку Хрещатика. Завдяки цьому будинок (по вулиці Хрещатик, 25), який мав бути для цього розібраний, проіснував до 1941 року. Існував також проєкт встановлення великого скляного даху над Пасажем складної інженерної конструкції.
Перші поверхи незакінченого будинку займали крамниці (для них збудували великі вікна арочного типу), на горішніх поверхах, поділених на секції, розташовувалися квартири та контори підприємств.

### Війни
Коли влітку 1920 року Червона Армія, вибивши з Києва польські війська, встановила в місті радянську владу, вже не було ні страхового товариства «Росія» (більшовики все націоналізували), ні царського рубля, ні підрядної контори, що зводила Пасаж. Тому будинок простояв незавершеним до Другої світової війни. А восени 1941 року був підірваний разом з більшістю будинків на Хрещатику.

### Друга половина XX століття
Після війни будинок вирішили реконструювати, хоча була ідея ліквідувати його зовсім. Фасади відреставрували за проєктом архітектора Олександра Малиновського (1948 - 1950). До торців старої будівлі прибудували 6-поверховий будинок з великою аркою (архітектори Олександр Власов, Анатолій Добровольський та Борис Приймак, 1949 - 1951 роки).
Невеликий фонтан перед аркою з'явився вже в 1990-ті роки.
Близько трьох десятиліть в Пасажі розміщувалася популярна в місті «Аптека матері і дитини», а також великий двоповерховий книжковий магазин дитячої і навчальної літератури «Зміна» з великими вікнами на другому поверсі. На нижніх поверхах до 1980-х років розміщувався комплекс магазинів «Дитячий світ», на верхніх — квартири.
В процесі реконструкції внутрішнє планування будинку-вулиці зазнало істотних змін. Верхні поверхи були перероблені під квартири для радянської еліти — переважно, творчої. Тут оселилися відомі співаки, письменники, композитори, архітектори, режисери, артисти, лікарі — багатьом з них нині встановлені меморіальні дошки біля під'їздів, в яких вони жили.
А от фасади Пасажу були відновлені відповідно до оригіналу. Свого часу серед киян ходили легенди про те, що саме на них зображено: на будинку можна побачити гірлянди, герби, черепи биків, янголів, нічних сов, жезли Меркурія, баранячі голови з підвішеними до рогів ананасами, фігури чоловіка та жінки, що обіймаються, дітей, які граються з левом та левицею тощо.
Відгадку знайшов в 1970-ті роки письменник Віктор Некрасов, житель Пасажу. Він заявив:
| «Даю голову на відсіч, що жоден з багатьох тисяч мешканців цього будинку не знає, що ж намальовано на його фасадах. Більше того, можу стверджувати, цього не знає жоден киянин, навіть жоден житель земної кулі, окрім хіба що авторів проєкту (якщо вони ще живі) і... мене... діти на барельєфах не граються з левом і левицею, вони просто...споюють їх. Так, споюють! Одні розкривають йому пащеку і підносять чашу з вином, наливаючи його з якоїсь амфори. Інші ж малята з кетягами винограду в руках виготовляють вино. А двоє навіть дегустують його... Ось про які цікаві речі розповів нам Андреєв...»[3]. Оригінальний текст (рос.) «Даю голову на отсечение, что ни один из многих тысяч жильцов этого дома не знает, что же изображено на его фасадах. Более того, смею утверждать, этого не знает ни один киевлянин, даже ни один житель земного шара, кроме разве что авторов проекта (если они еще живы) и... меня...детишки на барельефах вовсе не играют со львом и львицей, они просто-напросто... спаивают их. Да, спаивают! Одни раскрывают ему пасть и подносят чашу с вином, наливая его из какой-то амфоры. Другие же малыши с гроздьями винограда в руках приготовляют вино. А двое даже дегустируют его... Вот о каких интересных вещах рассказал нам Андреев...». |
На думку Некрасова, амфори з вином символізують бенкет, веселість; голі русалки — спокусу; ананаси, баранячі голови — достаток; Меркурій — торгівлю; нічні сови з розпростертими криламі — мудрість і обачність.

## Сучасність
Нині на перших двох поверхах Пасажу розміщуються магазини, кафе і ресторани. На верхніх — офіси і квартири.
На будинку встановлені меморіальні дошки на честь визначних людей, які в ньому проживали:оперних співаків Бориса Гмирі та Михайла Гришка, лікаря-терапевта Анатолія Міхньова, письменників Івана Неходи та Віктора Некрасова. А в коридорі-вулиці між двома корпусами будинку відкрили пам'ятник архітектору Владиславу Городецькому, який був частим відвідувачем кав'ярень Пасажу.
У 2004 році Київська міська адміністрація (КМДА) планувала ремонт Пасажу, але місцеві жителі виступили проти. Вони боялися, що під виглядом фарбування фасаду над Пасажем надбудують нові поверхи.
В липні 2009 року в КМДА заявили про плани повернути Пасажу зовнішній вигляд 1940-1950х років. Планували відновити ліпнину, на якій були герої давньоримських міфів. Також збиралися підфарбувати фасади, відремонтувати інженерні комунікації і встановити нові ліхтарі.

## Відомі жителі
- Віктор Некрасов — український радянський письменник і дисидент. Проживав в Пасажі (квартира № 10, третій поверх) з 1950 до 1974 року.
- Іван Нехода — український поет, прозаїк, журналіст, військовий кореспондент, редактор. Проживав в Пасажі (квартира № 124, третій поверх лівого крила) з 1952 до 1963 року.
- Борис Гмиря — український оперний і камерний співак (бас). Проживав в Пасажі (четвертий під'їзд, квартира № 33 третій поверх правого крила) з 1951 до 1969 року.
- Михайло Гришко — український радянський співак (драматичний баритон). Проживав в Пасажі (четвертий під'їзд, квартира № 30 третій поверх) до 1973 року.

## Галерея

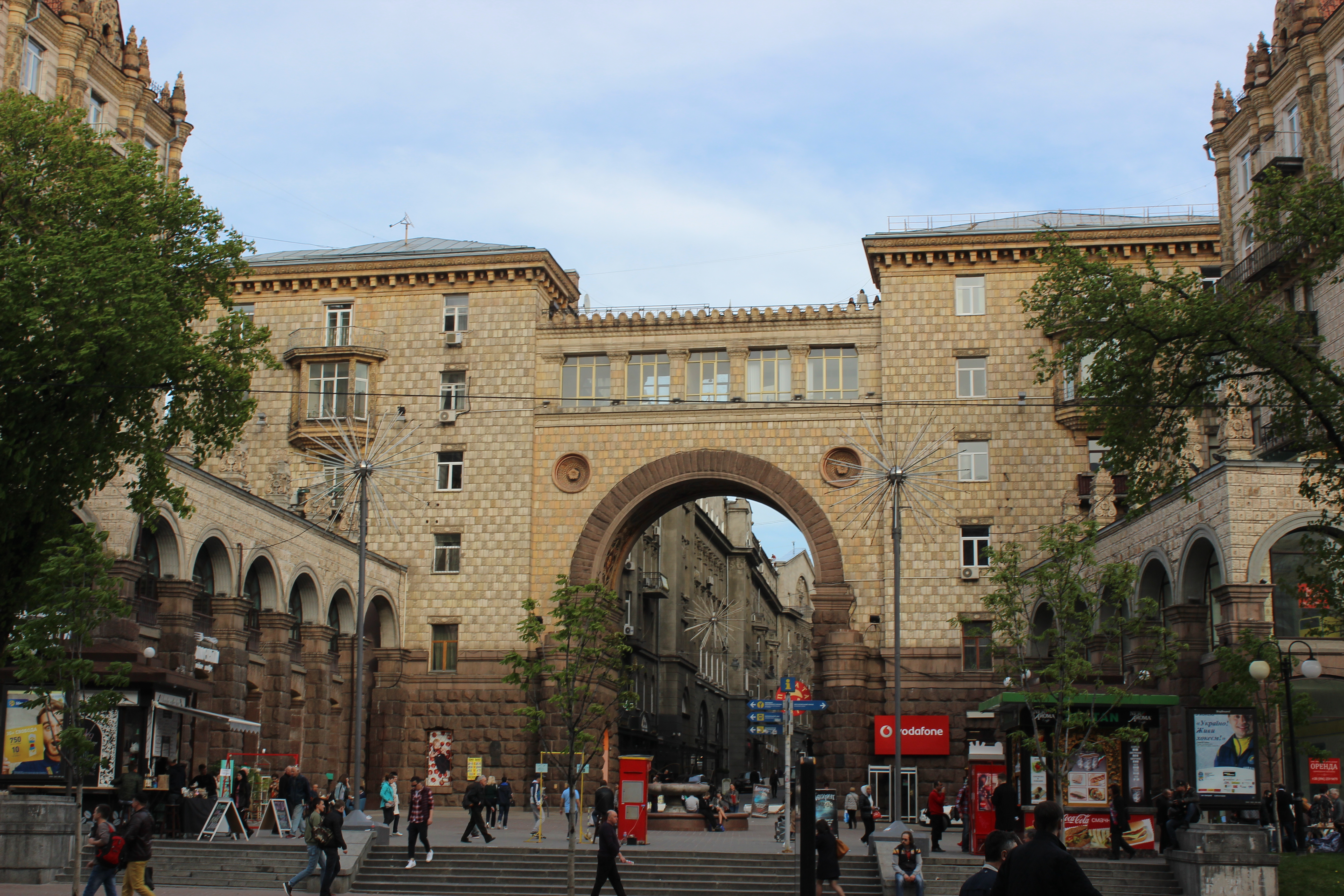
вхідна арка з Хрещатика
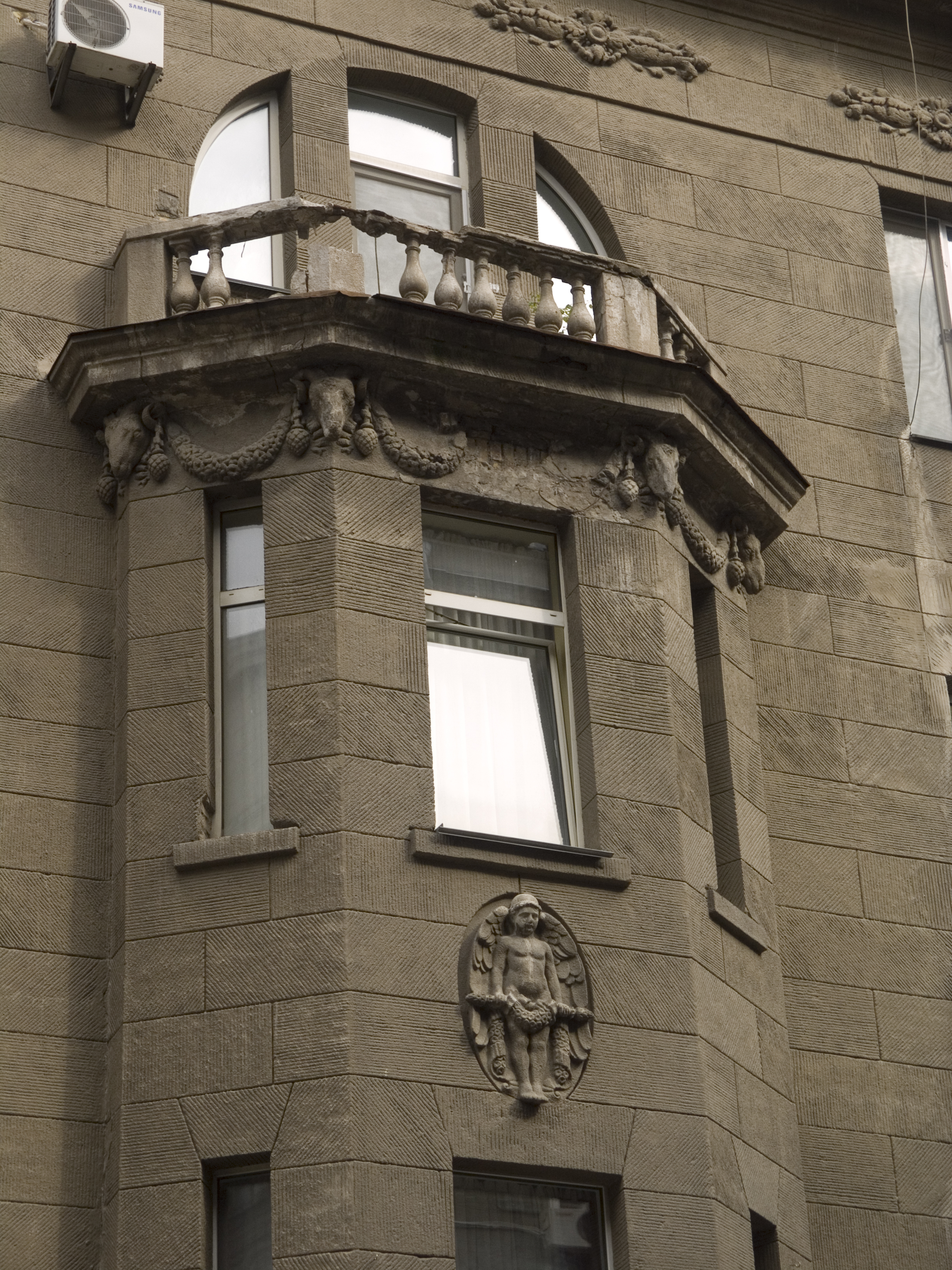
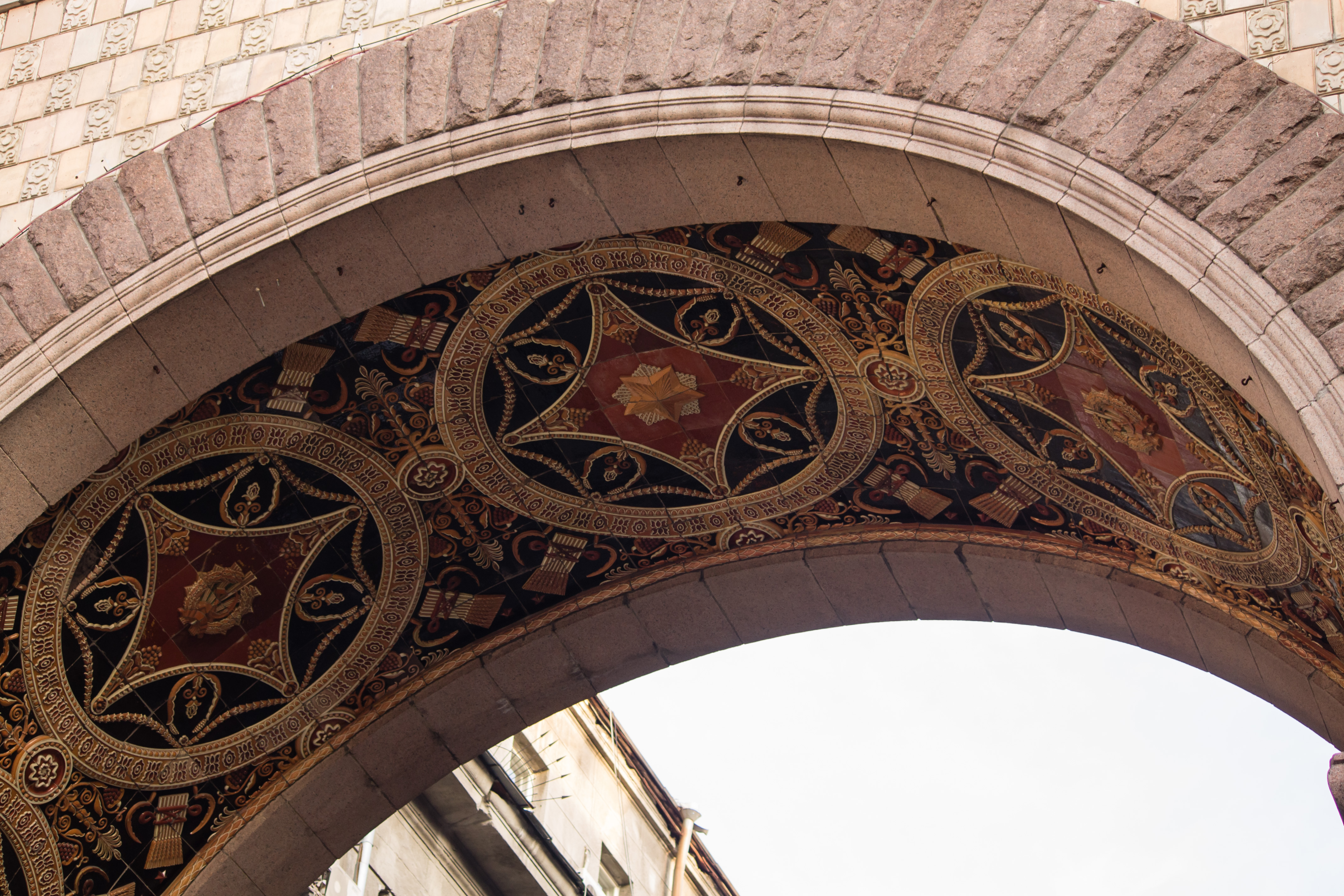
Мозаїка на арці

пам'ятники та меморіальні дошки
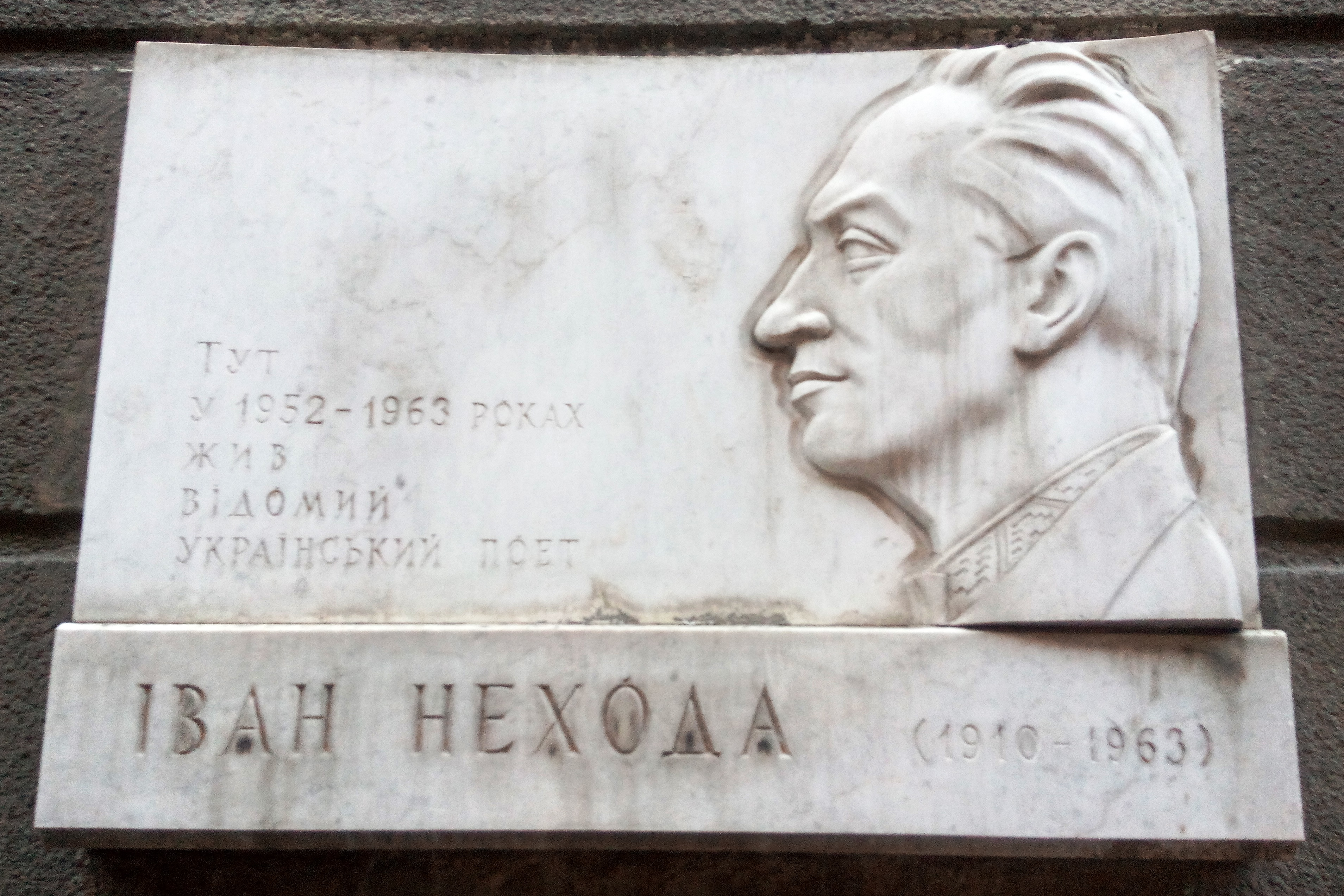
Меморіальна дошка на Пасажі на честь Івана Неходи
Меморіальна дошка на честь Віктора Некрасова
Пам'ятник Владиславу Городецькому

барел'єфи
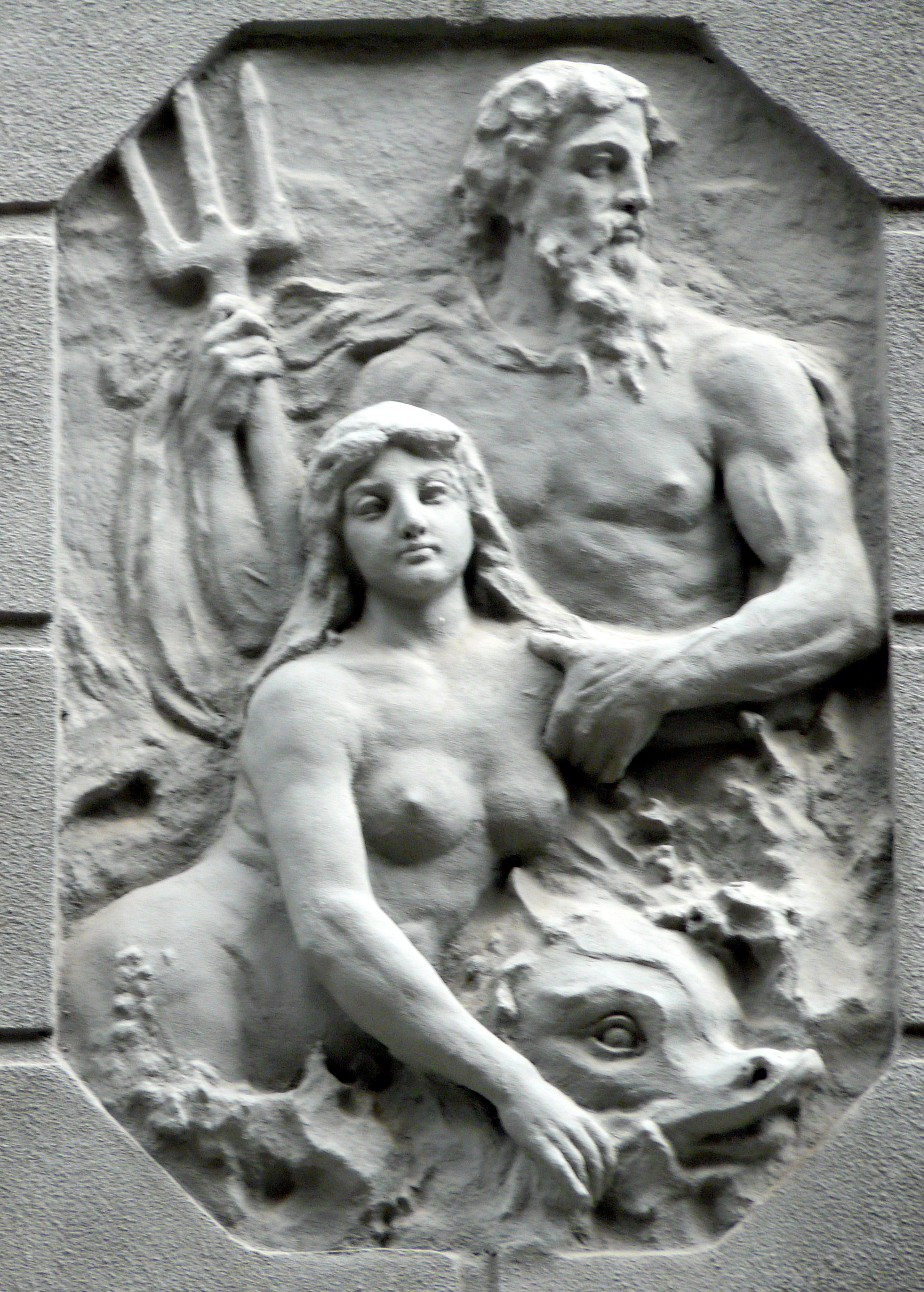
Посейдон та Амфітріта
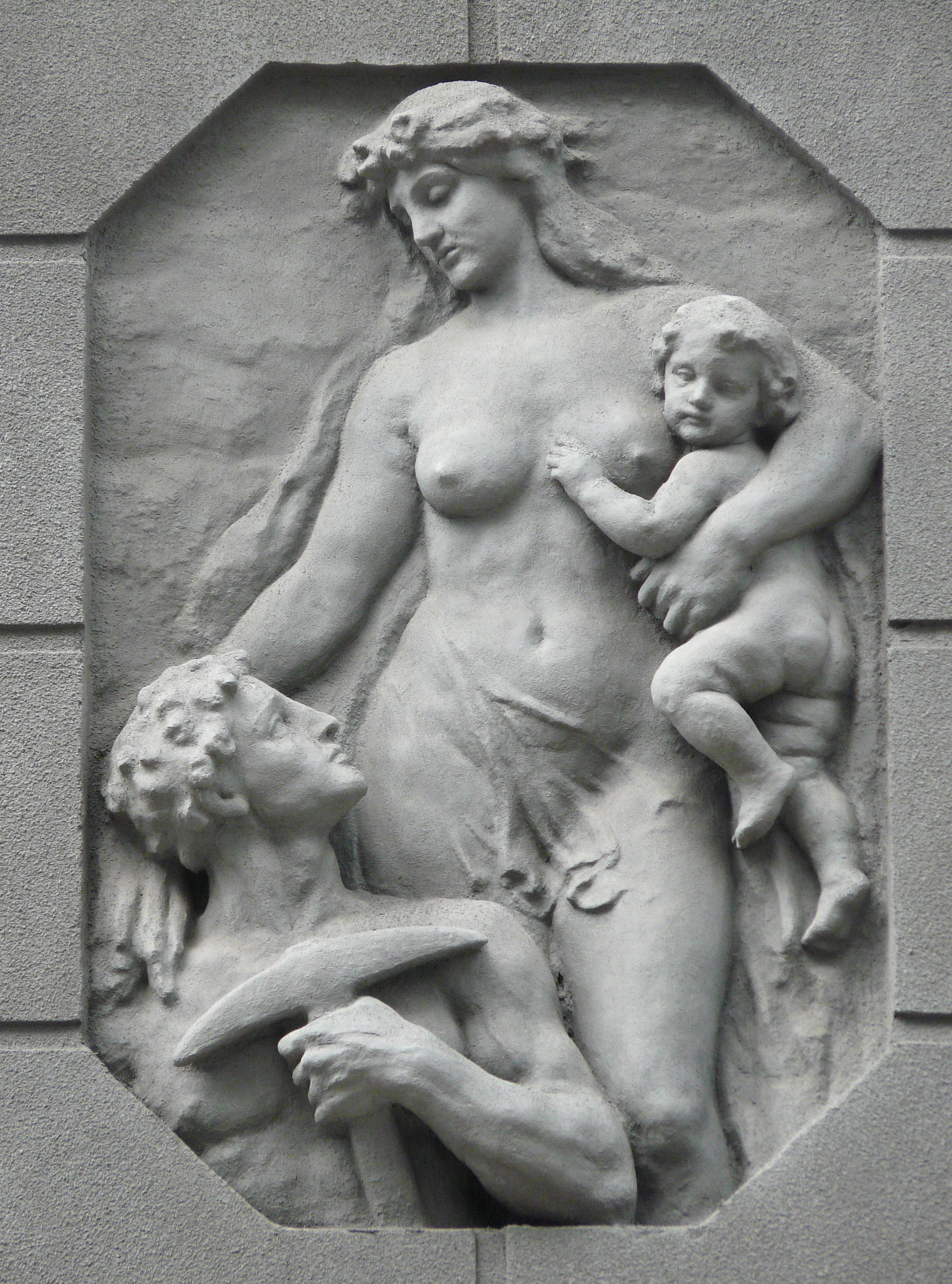
Гефест, Афродіта та її син Амур
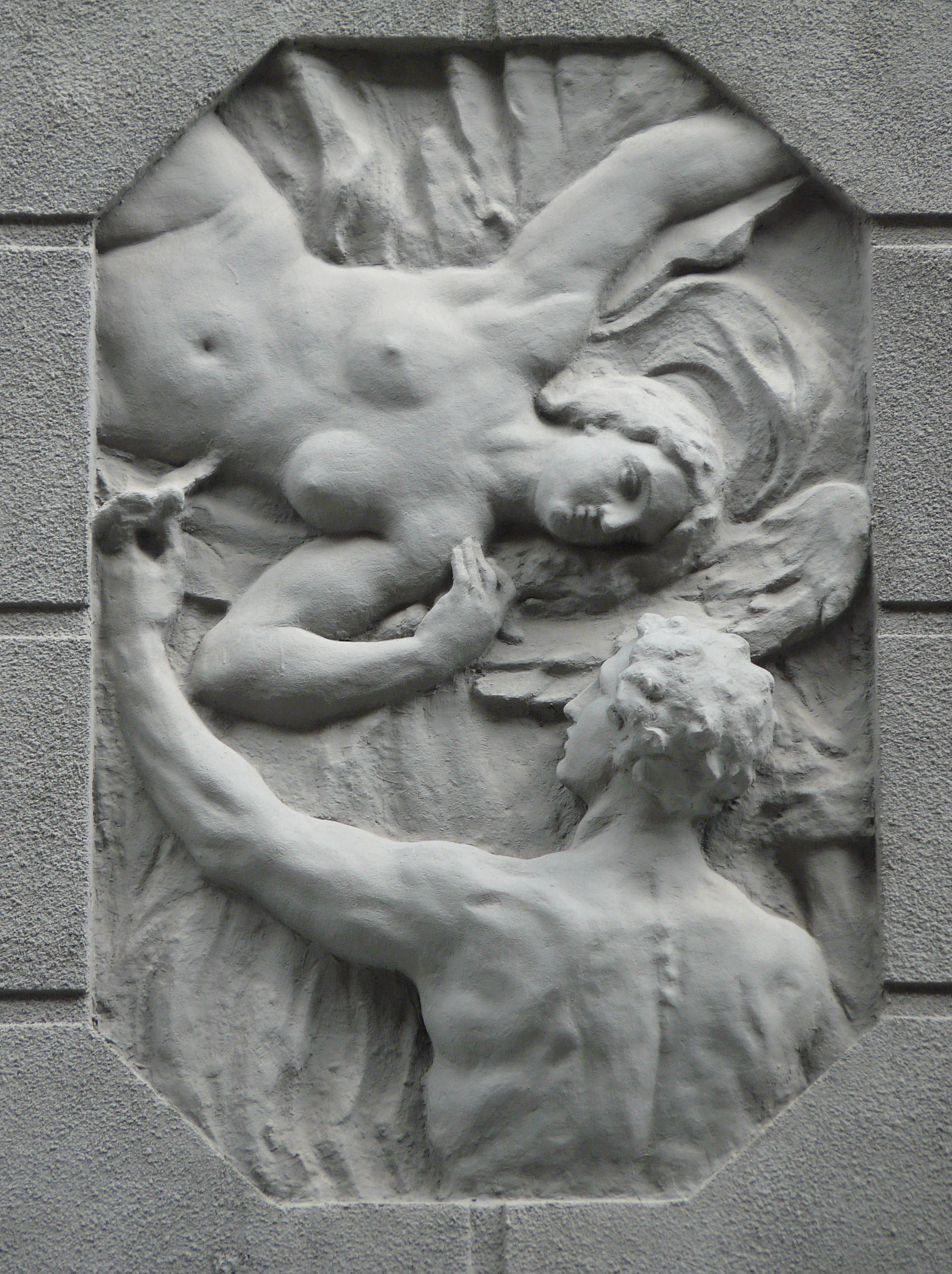
За думкою Михайла Кальницького, Пелей та Фетіда, батьки Ахіллеса
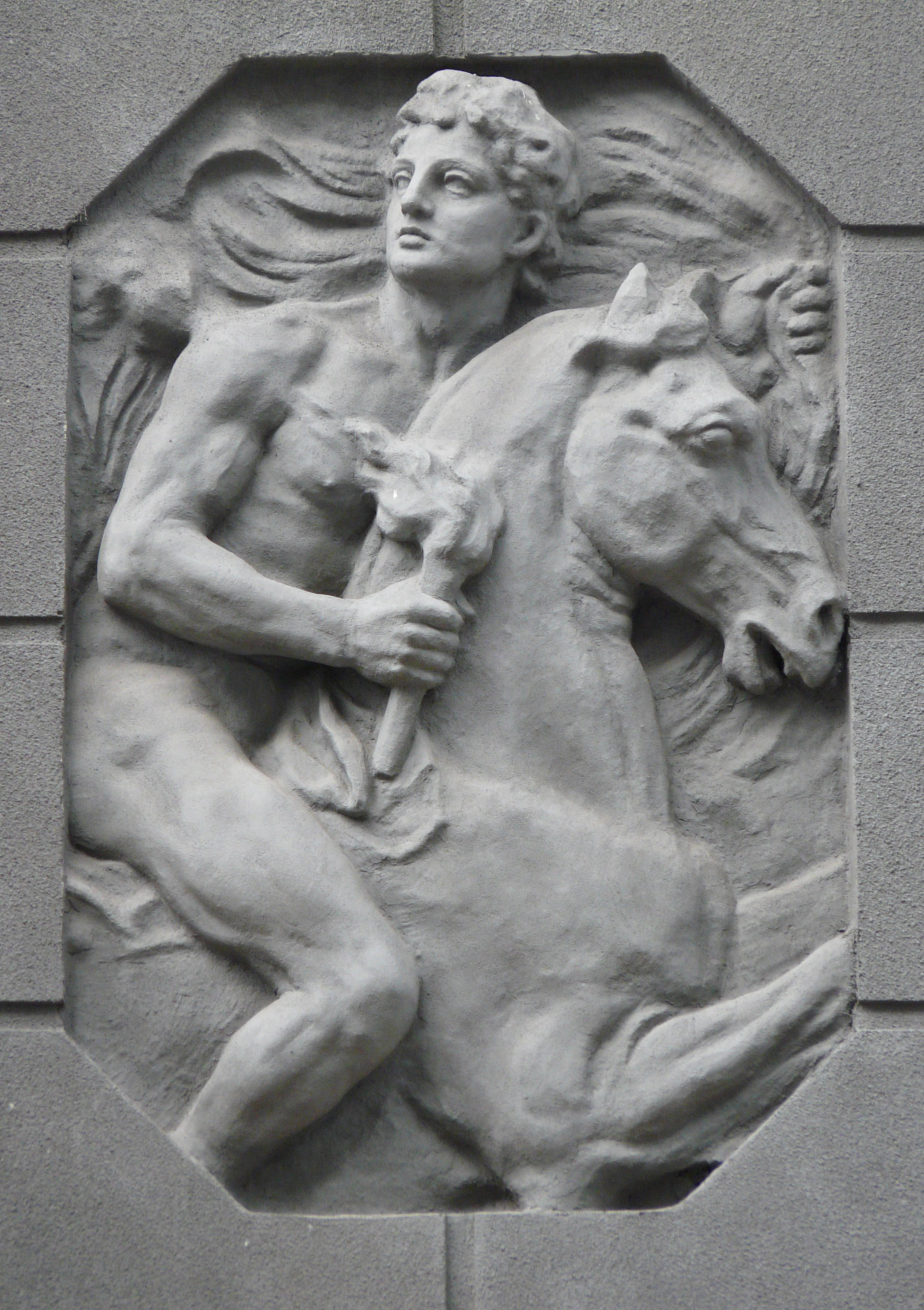
Прометей на коні
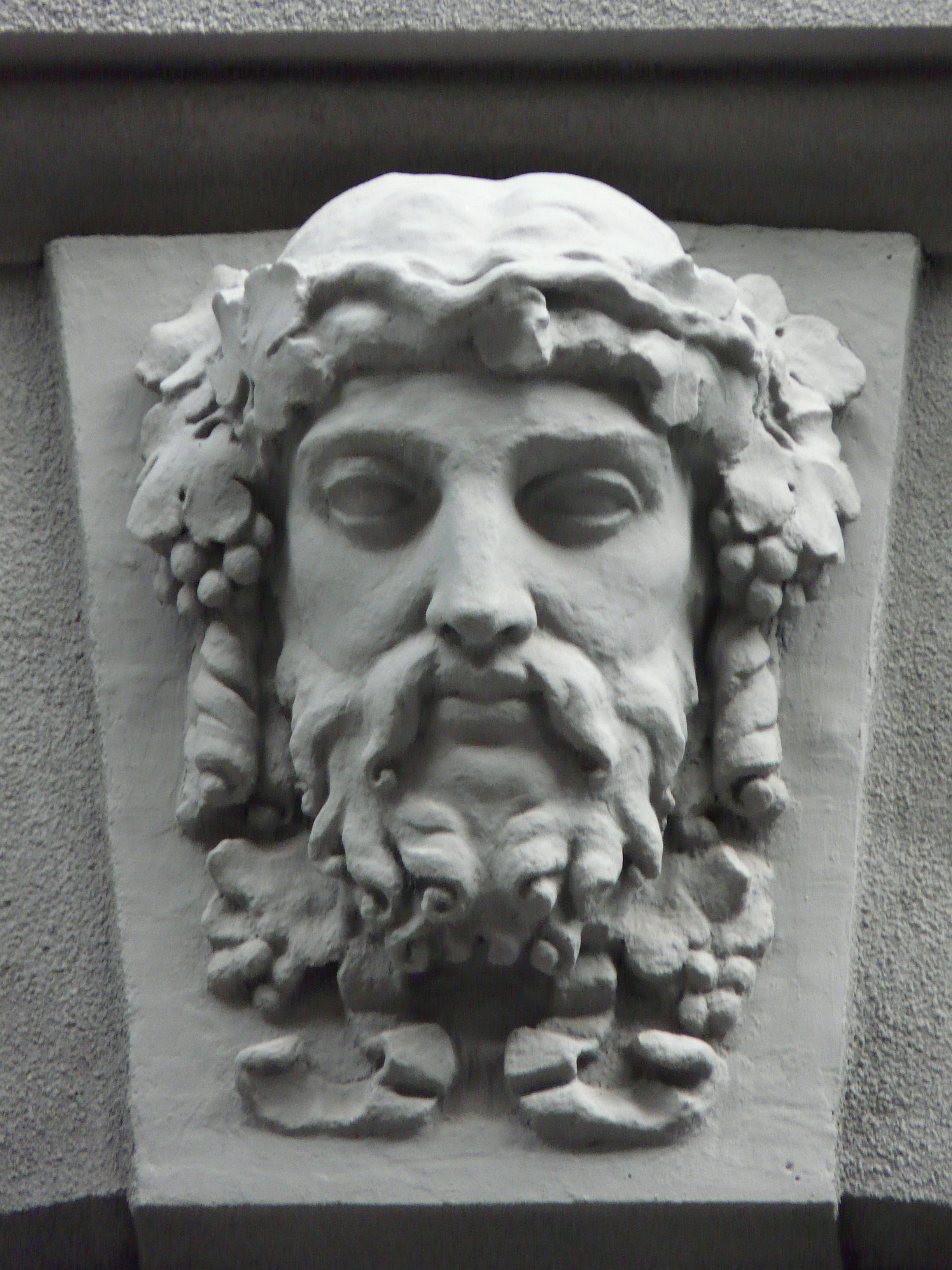
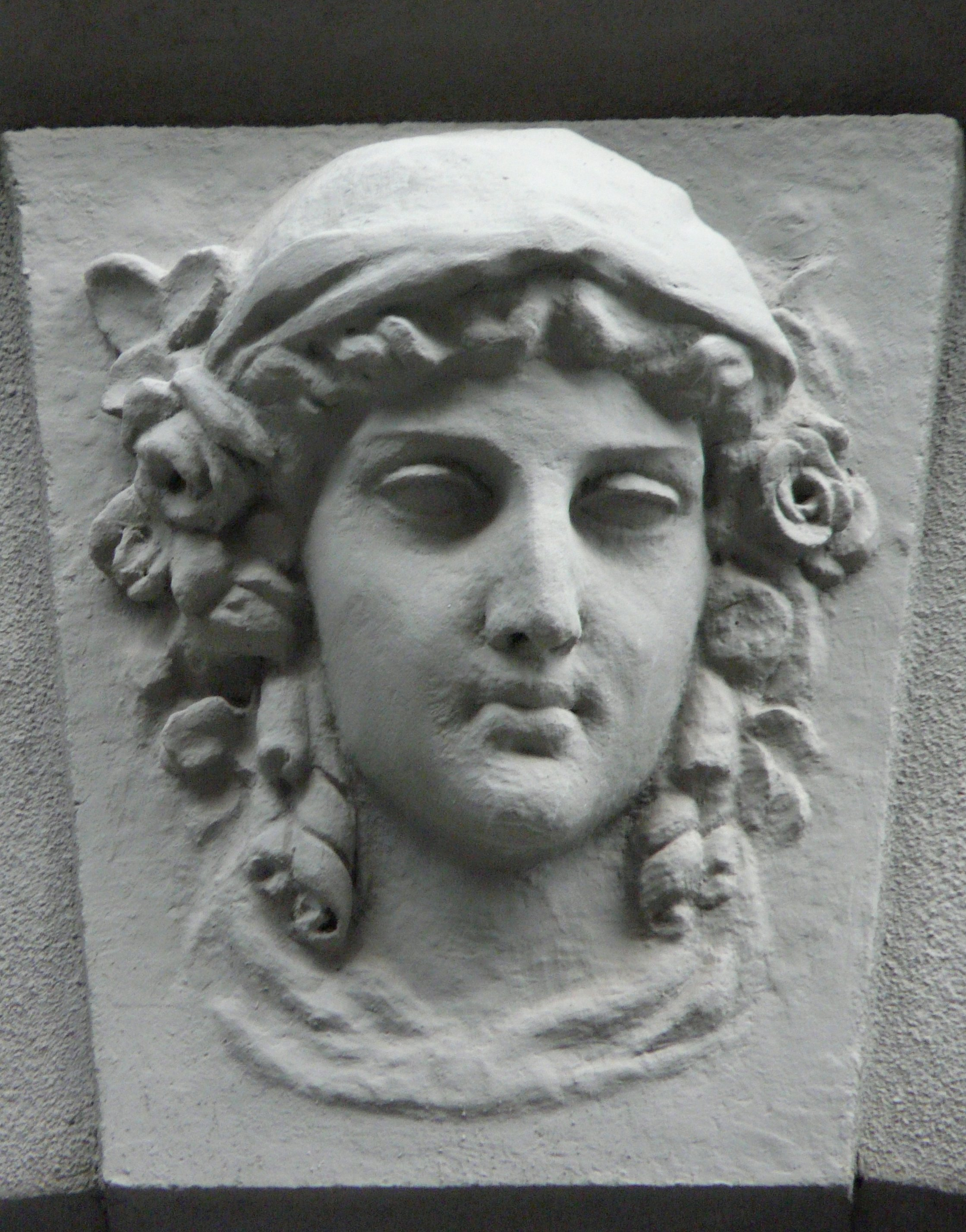

## Алея зірок
Біля входу в Пасаж з боку Хрещатика розташована Алея зірок, на якій встановлено 17 зірок відомих українських діячів культури і спорту:
| Ім'я                                     | Фото                                                                   |
| Анатолій Авдієвський                     |                                                                        |
| Олег Блохін                              | Зірка Олега Блохіна на Алеї Зірок у Києві                              |
| Сергій Бубка                             |                                                                        |
| Михайло Воронін                          | Зірка Михайла Вороніна на Алеї Зірок у Києві                           |
| Дмитро Гнатюк                            | Зірка Дмитра Гнатюка на Алеї Зірок в Києві                             |
| Йосип Кобзон                             |                                                                        |
| Ігор Крутой                              | Зірка Ігоря Крутого на Алеї Зірок у Києві                              |
| Лариса Латиніна                          |                                                                        |
| Євгенія Мірошниченко                     | Зірка Євгенії Мірошниченко на Алеї зірок у Києві                       |
| Володимир Мойсеєнко і Володимир Данилець | Зірка Володимира Мойсеєнка і Володимира Данильця на Алеї Зірок у Києві |
| Тарас Петриненко                         |                                                                        |
| Таїсія Повалій                           | Зірка Таїсії Повалій на Алеї зірок у Києві                             |
| Ада Роговцева                            |                                                                        |
| Софія Ротару                             | Зірка Софії Ротару на Алеї зірок в Києві                               |
| Богдан Ступка                            |                                                                        |
| Ян Табачник                              |                                                                        |